# سیارک ۷۷۲۱
سیارک ۷۷۲۱ (به انگلیسی: 7721 Andrillat، نامگذاری:6612P-L) هفت هزار و هفتصد و بیست و یکمین سیارک کشف شده‌است که در ۲۴ سپتامبر ۱۹۶۰ کشف شد.
قدر مطلق سیارک برابر ۱۵٫۰۰ است.